# Гарленда
Гарлѐнда (на италиански и на лигурски: Garlenda) е село и община в Северна Италия, провинция Савона, регион Лигурия. Разположено е на 75 m надморска височина. Населението на общината е 1213 души (към 2011 г.).